# 亂噏24
《亂噏24》為《香港蘋果日報》旗下網上節目，於其網上節目頻道直播，亦提供網上重溫及會上載至YouTube。

## 主持
- 黎智英
- 蔡瀾
- 倪匡
- 陳淑莊
- 柳俊江
- 徐緣

## 外部連結
- 亂噏24 重溫 （页面存档备份，存于）
- 亂噏24 YouTube頻道 （页面存档备份，存于）